# Forum Wissen
Le Forum Wissen („Forum des Connaissances“) est un musée universitaire interdisciplinaire de l'université Georg-August-Universität Göttingen à Göttingen.

## Bâtiment et Exposition
Il a son siège dans le bâtiment ouvert en 1879 à l'origine comme Musée d'histoire naturelle. Après une transformation et une extension radicales, le nouveau « musée du savoir » a ouvert ses portes en juin 2022. Les plus de 1500 pièces exposées dans douze « salles du savoir » sont issues des plus de 70 collections académiques de l'université. Le Forum Wissen est situé à la limite ouest du centre-ville de Göttingen, juste à côté de la gare ferroviaire de Göttingen et de la gare centrale des omnibus (ZOB).

## Objectifs didactiques du musée
En tant que musée des sciences, le "Forum Wissen" sert de point nodal visible pour les plus de 70 collections décentralisées de l'Université de Göttingen. Comparable au Musée des collections municipales de l'arsenal à Wittenberg, le musée fait partie des rares musées de taille moyen-ne d'importance suprarégionale qui éclairent conjointement et dans leur interaction les questions des sciences humaines et des sciences de la vie. Avec le Chau Chak Wing Museum de Sydney, il partage, en plus de la présentation commune de différents domaines de collection, l'ancrage universitaire et le caractère de vitrine de la collecte universitaire. En plus de l'objectif de fournir aux diverses collections de l'université un espace de représentation central et contemporain, le concept de la maison repose sur la présentation muséale du processus d'acquisition des connais-sances par la recherche. En plus de la présentation des découvertes scientifiques particulièrement importantes, les erreurs et les fausses pistes de la science sont également mises en lumière dans ce contexte,.